# 基鲁埃拉斯德维德里亚莱斯
基鲁埃拉斯德维德里亚莱斯，是西班牙卡斯蒂利亚-莱昂萨莫拉省的一个市镇。 总面积28平方公里，总人口943人（2001年），人口密度34人/平方公里。